# Jürgen von Falkenhayn
Jürgen Otto Peter Herbert von Falkenhayn (* 14. April 1938 in Berlin; † 30. Dezember 2022 in Landsberg am Lech) war ein deutscher Generalmajor. Er war von 1984 bis 1988 Kommandeur der Panzergrenadierbrigade 16 und von 1990 bis 1995 der 6. Panzergrenadierdivision.

## Leben

### Bundeswehr
Von Falkenhayn trat 1957 als Offizieranwärter beim Panzergrenadierbataillon 4 in Regensburg in die Bundeswehr ein. Er durchlief die Heeresoffizierschule III in München und die Infanterieschule in Hammelburg, bevoer er Zugführer im Panzergrenadierbataillon 42 in Kassel, S1/S2-Offizier dieses Bataillons und danach Hörsaaloffizier an der Heeresoffizierschule II in Hamburg wurde. Von 1965 bis 1969 war von Falkenhayn Kompaniechef der 3. Kompanie des Panzergrenadierbataillons 41 in Göttingen, das zur Panzergrenadierbrigade 4 gehörte. Von 1969 bis 1971 absolvierte er den 12. Generalstabslehrgang Heer an der Führungsakademie der Bundeswehr, wo er zum Offizier im Generalstabsdienst ausgebildet wurde. Nach einer Tätigkeit als Referent im Führungsstab des Heeres III im Bundesministerium der Verteidigung und als G3 der Panzergrenadierbrigade 16 in Wentorf bei Hamburg war er von 1976 bis 1978 Bataillonskommandeur des Panzergrenadierbataillons 182 in Bad Segeberg. Von 1978 bis 1980 war er Generalstabsoffizier biem Chef des Stabes des Führungsstabes des Heeres und 1980 Teilnehmer am 56. Lehrgang am NATO Defense College in Rom. 1981 bis 1982 war er G3 des III. Korps in Koblenz und 1982 bis 1984 Adjutant beim Generalinspekteur der Bundeswehr. Von 1984 bis 1988 führte er als Brigadegeneral die Panzergrenadierbrigade 16 „Herzogtum Lauenburg“. Nach einer Zwischenverwendung als Chef des Stabes im Hauptquartier der Alliierten Landstreitkräfte Schleswig-Holstein und Jütland in Rendsburg übernahm er von 1990 bis 1993 als Generalmajor die 6. Panzergrenadierdivision in Neumünster. Im April 1993 wurde er der letzte Befehlshaber des Territorialkommandos Schleswig-Holstein und Deutscher Bevollmächtigter im Bereich Allied Forces Northern Europe in Kiel. in seiner letzten Verwendung war er Befehlshaber des Wehrbereichskommandos I Küste und zugleich Divisionskommandeur der 6. Panzergrenadierdivision. Mit Ablauf des September 1995 wurde er in den Ruhestand versetzt.

## Privates
Von Falkenhayn ist der Großneffe des preußischen Generals der Infanterie Erich von Falkenhayn. Nachdem der Vater zwei Jahre zuvor gefallen war, zog die Mutter, um den alliierten Luftangriffen auf Berlin zu entgehen, im Sommer 1943 mit ihren vier Kindern zu ihrer Mutter nach Bad Kissingen. 1957 machte er sein Abitur und begann anschließend eine Karriere als Offizieranwärter in der Bundeswehr. Von Falkenhayn war römisch-katholisch und lebte ab 1988 mit seiner Ehefrau in Westerrönfeld bei Rendsburg. Er hatte eine Tochter, zwei Söhne und neun Enkel. Von Falkenhayn ist unter anderem Mitglied in der Clausewitz-Gesellschaft.
In seinem Buch „Sarossawa – Auf der Suche nach dem verlorenen Vater“ verarbeitet er den Tod seines Vaters Ulrich von Falkenhayn (* 1898), der als Hauptmann der Reserve und Kompaniechef der 9. Kp./Infanterie-Regiment 196/68. Infanterie-Division mit 43 Jahren 1941 bei Sarossawa, ein Dorf und Gefechtsabschnitt bei Kiew in der Ukraine. Außerdem schildert von Falkenhayn die Geschichte seiner westpreußischen Offiziers- und Gutsbesitzerfamilie. Dabei stellt er Fragen nach dem Antrieb und Charakter seines Vaters, der bereits im Ersten Weltkrieg als Jägeroffizier diente und mit beiden Klassen des Eisernen Kreuzes ausgezeichnet wurde. Anhand von Briefen, Urkunden, Zeugnissen und mündlichen Überlieferungen setzte sich Jürgen von Falkenhayn kritisch mit dem Verhalten von Wehrmachtsoffizieren sowie der sogenannten „verlorenen Generation“ und deren Idealen auseinander. Jürgen von Falkenhayn ging in seinem Buch nicht näher auf die Verdienste seines Großonkels Erich von Falkenhayn ein, welcher 1917 „… eine von den Türken geplante Deportation aller Juden aus Palästina verhindert hatte“. (Anmerkung: Palästina war Bestandteil des osmanischen Reiches und wurde durch britische Verbände und aufständische Araber erobert, was von Erich v. Falkenhayn nicht verhindert werden konnte. Sein Verdienst bestand darin, eine von den Türken geplante Deportation aller Juden aus Palästina verhindert zu haben.)

## Auszeichnungen
- Verdienstkreuz am Bande des Verdienstordens der Bundesrepublik Deutschland (1984)
- Verdienstkreuz 1. Klasse des (1991)

## Schriften
- Zerrissenes Land Band I – Krieg und Teilung. Andrea Stangl Buchverlag, Paderborn, 2019, 200 S., ISBN 978-3-7481-3877-8.
- Sarossawa – Auf der Suche nach dem verlorenen Vater. Scribeo-Verlag Melsungen, Kassel, 2012, 250 S., ISBN 978-3-936592-29-0.